# サワ国防訓練センター
サワ国防訓練センター（サワこくぼうくんれんセンター英語: Sawa Defence Training Centre）は、スーダン国境付近のガシュ・バルカ地方のサワに設立された、エリトリア国内の高等学校第11学年及び第12学年における就学が義務とされている教育機関。生徒は通常の学科に加えてコンピュータ等の工業技術を学習する。エリトリアでは兵役または政府事業での労役が義務になっている。エチオピアとの間に「戦争ではないが平和でもない」状態が存在することで、殆どの男女が召集を受けている。